# Castel Camponeschi
O Castel Camponeschi (Castelo Camponeschi) localiza-se na cidade de Prata d'Ansidonia, província de L'Aquila, na região de Abruzos (Itália).